# Jacob Sprenger
Jacob Sprenger (Rheinfelden, 1436 – Strasburgo, 6 dicembre 1495) è stato un teologo svizzero, conosciuto anche come Jacob, Jakob, Jacobus, lettore di teologia, sostenitore dell'Inquisitore straordinario dell'Inquisizione del Sacro Romano Impero nelle province di Magonza, Treviri e Colonia. Collaborò con Heinrich Kramer alla redazione del Malleus Maleficarum, testo di riferimento degli inquisitori sulla stregoneria e la caccia alle streghe.

## Biografia
Nato nel 1435 o nel 1436 a Rheinfelden in Argovia (Svizzera) al confine con il Margraviato di Baden (ora Germania), venne ammesso come novizio nella sede dei padri domenicani di Rheinfelden nel 1452. Diventò uno dei membri più importanti tra i fautori delle idee della Controriforma. Successivamente divenne Maestro di teologia e Decano della facoltà di teologia all'Università di Colonia in Germania. Fondò l'associazione della Confraternita del Santo Rosario a Strasburgo nel 1474.
Sostenuto da Papa Innocenzo VIII, fu Grande inquisitore in Germania intorno al 1475. Divenne poi sostenitore dell'Inquisitore straordinario delle province di Magonza, Treviri e Colonia. La sua attività gli permise di viaggiare molto.